# Untermichelbach (Obermichelbach)
Untermichelbach (fränkisch: „Michlbach“) ist ein Gemeindeteil der Gemeinde Obermichelbach im Landkreis Fürth (Mittelfranken, Bayern). Untermichelbach liegt in der Gemarkung Obermichelbach.

## Geographie
Das Dorf liegt im Rangau etwa einen Kilometer östlich von Obermichelbach und ist ringsum von Acker- und Grünland mit vereinzeltem Baumbestand umgeben. Im Norden wird die Flur Birkenweiherfeld genannt, im Süden Weiherfeld und im Osten Kaltes Loh, Vogelherd und Erlesfeld. Unmittelbar südlich des Ortes fließt der Michelbach, ein linker Zufluss der Regnitz.
Die Kreisstraße FÜ 17/FÜs 3 führt nach Obermichelbach (1,2 km südwestlich) bzw. zur Staatsstraße 2263 (1,6 km östlich). Eine Gemeindeverbindungsstraße führt nach Obermichelbach zur Kreisstraße FÜ 21 (1,1 km westlich).

## Geschichte
Die Pfarrei Herzogenaurach übertrug 1337 22 Orte dem Heilig-Geist-Spital Nürnberg, darunter Obermichelbach, Untermichelbach und Rothenberg. 1399 wurde Untermichelbach als „Nydernmychelbach“ in einer Urkunde über Reichnisse des Jobst Tetzel und des Hanns Tetzel aus Nürnberg genannt. Im Salbuch des Amtes Cadolzburg wurden 1464 „Obermichelbach“, „Nydernmichelbach“ und „Rotperg“ genannt. Der Ortsname leitet sich von einem Gewässernamen ab, dessen Bedeutung großer Bach ist.
In der neuen Kapelle in Untermichelbach wurde 1505 ein Hochaltar geweiht, im Dreißigjährigen Krieg wurde die Kapelle zerstört.
Gegen Ende des 18. Jahrhunderts gab es in Untermichelbach 12 Anwesen und ein Gemeindehirtenhaus. Das Hochgericht übte das brandenburg-ansbachische Stadtvogteiamt Langenzenn aus. Grundherren waren das Hochstift Bamberg: Amt Herzogenaurach (2 Höfe, 1 Schenkstatt), Dompropsteiamt Büchenbach (2 Halbhöfe), Dompropsteiamt Fürth (2 Halbhöfe) und Nürnberger Eigenherren: von Haller (1 Gut), von Tucher (1 Halbhof, 1 Gut), von Zeltner (1 Halbhof). Die Dorf- und Gemeindeherrschaft wurde im Turnus von den Grundherren übernommen.
Von 1797 bis 1808 unterstand der Ort dem Justiz- und Kammeramt Cadolzburg. Im Rahmen des Gemeindeedikts wurde Untermichelbach dem 1808 gebildeten Steuerdistrikt Obermichelbach zugeordnet. Es gehörte der im selben Jahr gebildeten Ruralgemeinde Obermichelbach an.
1943 kommt es zu Luftangriffen auf Ober- und Untermichelbach. Am 17. April 1945 endet für den Ort der Zweite Weltkrieg mit der Besetzung durch  die Truppen der United States Army.

### Einwohnerentwicklung
| Jahr      | 001818 | 001840 | 001861 | 001871 | 001885 | 001900 | 001925 | 001950 | 001961 | 001970 | 001987 | 002022 |
| Einwohner | 72     | 101    | 96     | 97     | 99     | 80     | 76     | 98     | 57     | 59     | 71     | 195    |
| Häuser    | 11     | 12     |        |        | 15     | 15     | 13     | 13     | 13     |        | 15     |        |
| Quelle    | [ 10 ] | [ 11 ] | [ 12 ] | [ 13 ] | [ 14 ] | [ 15 ] | [ 16 ] | [ 17 ] | [ 18 ] | [ 19 ] | [ 20 ] | [ 1 ]  |

## Religion
Der Ort ist seit der Reformation evangelisch-lutherisch geprägt und bis heute nach Heilig Geist (Obermichelbach) gepfarrt. Die Einwohner römisch-katholischer Konfession sind nach Heilig Geist (Veitsbronn) gepfarrt.